# Martin Hirsch (Politiker, 1913)
Martin Hirsch (* 6. Januar 1913 in Breslau, Provinz Schlesien; † 12. April 1992 in Berlin) war ein deutscher Jurist und Politiker der SPD. Er war Abgeordneter des Bayerischen Landtags und des Deutschen Bundestags. Er amtierte von 1966 bis 1971 als stellvertretender Vorsitzender der SPD-Bundestagsfraktion. Danach wechselte er an das Bundesverfassungsgericht, dessen Zweiten Senat er bis 1981 angehörte.

## Leben

### Kindheit und Studienzeit
Hirsch kam im Januar 1913 als ältester Sohn von Bernhard Hirsch und dessen Frau Margarete Hirsch, geborene Wüllenweber, in Breslau zur Welt. Sein Vater, dessen Vorfahren aus Danzig und Berlin stammten, arbeitete als Architekt und Dozent der örtlichen Staatsbauschule. Die Mutter, deren Familie rheinländischer und westfälischer Herkunft war, gab als eine der ersten deutschen Lehrerinnen Unterricht an einer Schule. In seiner Heimatstadt besuchte Hirsch drei humanistische Gymnasien: zunächst das Friedrichs-,  dann das Elisabeth- und schlussendlich das Johannesgymnasium, wo er im Jahr 1932 das Abitur ablegte. Schon während seiner Schulzeit engagierte er sich im Sozialistischen Schülerbund politisch.
In seiner Freizeit begeisterte er sich für das Tennisspiel. Mit der Mannschaft des Breslauer Tennis- und Hockey-Clubs gewann er im Jahr 1931 die schlesische Juniorenmeisterschaft. Für seine Doppelpartnerin Marianne Gutmann, Tochter eines jüdisch getauften Professors für Nationalökonomie, empfand er tiefe Zuneigung, doch sie erwiderte seine Liebe nicht. Als er 1931 Kenntnis von antisemitischen Äußerungen des Jugendwartes seines Tennisvereins erhielt, die Marianne Gutmann betrafen, formulierte er einen Beschwerdebrief an den Club und erklärte zugleich seinen Austritt, da er nichts mit Antisemiten gemein haben wollte. Dies veranlasste den Verein zu einer Anzeige an den Schlesischen Tennisverband, der wegen des als ungebührlich angesehenen Briefes ein Untersuchungsverfahren gegen Hirsch einleitete und ihn schließlich für die Dauer eines Jahres disqualifizierte. Seine Beschwerden zum DTB blieben erfolglos.
Ursprünglich wollte er Historiker werden, entschied sich dann aber für ein Studium der Rechtswissenschaften, das er in Breslau, Innsbruck und Berlin absolvierte. Als Student trat er in den Sozialistischen Hochschulbund ein. In Vorbereitung auf das Examen besuchte er in den Jahren 1935 und 1936 juristische Lehrkurse in Berlin beim späteren Bundeskanzler Kurt Georg Kiesinger. Von diesem behauptete Hirsch, er sei ein Ersatz für die Universität gewesen und habe ihm die Juristerei beigebracht. Nach dem Bestehen der ersten juristischen Staatsprüfung 1936 leistete er sein Referendariat am Amtsgericht Muskau im OLG-Bezirk Breslau ab. Im Jahr 1939 bestand er die zweite Staatsprüfung beim Reichsjustizprüfungsamt mit „gut“.

### Erste Berufstätigkeit und Kriegsdienst
Otto Palandt, damals Präsident des Justizprüfungsamtes, wollte ihn für den Justizdienst gewinnen, was Hirsch aufgrund seiner Erfahrungen im nationalsozialistischen Referendarslager Jüterbog ablehnte. Nach dem Abschluss der juristischen Ausbildung arbeitete er stattdessen einige Monate als Anwaltsvertreter in Görlitz. Im April 1940 fand er eine Anstellung als Justitiar bei der Kontrollstelle Natronpapier und Papiersäcke, einem Kartell der Papierindustrie. Im Februar 1941 wurde er zum Kriegsdienst einberufen. Er diente bis im Jahr 1945 in einem Panzerartillerieregiment an der Ostfront. Eine Offizierslaufbahn lehnte er wegen seiner Gegnerschaft zum Nationalsozialismus ab. Allerdings wurde er zum Unteroffizier befördert, da seine Einheit einen „Schreibstubenbullen“ benötigte und er als einziger einigermaßen des Maschineschreibens mächtig war.
Kurz vor Kriegsende wurde ihm beinahe seine Freundschaft mit Alfons Malkowski, einem überzeugten Kommunisten, zum Verhängnis. Beide hatten sich in der Schreibstube kennengelernt, als Malkowski, der wegen seiner Verteidigertätigkeit für Staatsfeinde in Berlin ins Visier der Gestapo geraten war, dort mit einem Brief auftauchte, der seine Verwendung an vorderster Front befahl. Nach einem Vier-Augen-Gespräch, in dem Malkowski Hirsch von den Hintergründen erzählte, vernichtete dieser den Brief. Daraus entwickelte sich eine freundschaftliche Beziehung, die dazu führte, dass Hirsch bei Heimaturlauben auch öfter Malkowskis Frau Hilde von Stolz besuchte. Als dieser jedoch desertierte, geriet Hirsch in Verdacht, von ihm in seine Pläne eingeweiht worden zu sein und wurde verhaftet. Er wurde aber wieder freigelassen, und Malkowski gelangte schließlich nach Berlin, wo er als Anwalt praktizierte und Justitiar der Akademie der Wissenschaften der DDR wurde. Hirsch selbst befand sich zum Zeitpunkt der Kapitulation in Ungarn und geriet danach in amerikanische Kriegsgefangenschaft.

### Rechtsanwalt und SPD-Lokalpolitiker in den Nachkriegsjahren
Er wurde am 20. Mai 1945 aus der Gefangenschaft entlassen und erreichte zwei Tage später Wunsiedel, wohin es seine Familie verschlagen hatte. Seine Frau Annemarie, geborene Müller, war am 4. April 1945 verstorben. Noch im selben Jahr heiratete er Katharina Pikart. Mit seinen beiden Frauen hatte er fünf Kinder.
Ebenfalls 1945 trat er in die bayerische SPD ein und arbeitete ab 1. Juli als Justitiar  bei der Stadtverwaltung von Marktredwitz. Hier war er für die Flüchtlingsbetreuung, die Neuorganisation der Polizei, die Versorgung der ehemaligen KZ-Häftlinge sowie für Kultur und Wohnungswesen zuständig. Im November wurde er von der US-Militärregierung zum Rechtsanwalt ernannt, da Verteidiger in den Militärgerichtsverhandlungen gebraucht wurden. Seine Praxis richtete er am Alexanderplatz ein. Infolgedessen beendete er seine Tätigkeit für die Stadt Marktredwitz zum Jahresende. Von 1946 bis 1950 wirkte er zudem als Berufungshauptkläger bei der Berufungskammer Hof im Rahmen der Entnazifizierung. Eine gänzlich andere berufliche Chance bot sich ihm darüber hinaus in Ostdeutschland: Um sich zu revanchieren, suchte Malkowski bei einem Aufenthalt Hirschs in Berlin mit ihm den stellvertretenden Kultusminister der DDR auf, der ihm den Posten des Kurators der Humboldt-Universität zu Berlin anbot. Nach reiflicher Überlegung lehnte Hirsch ab. Von 1948 bis 1954 saß er für die SPD im Stadtrat von Marktredwitz.
Als Anwalt verteidigte er in einigen spektakulären Prozessen, darunter jene gegen den Gastwirt und den Polizeiwachtmeister Hiller im Synagogenschändungsfall und gegen den des Mordes Angeklagten Hans Burkert. In letzterem Fall erreichte er ein Wiederaufnahmeverfahren, in dem der zunächst zu 12 Jahren Haft Verurteilte freigesprochen wurde. Im Anschluss sah er sich mit einem Ehrengerichtsverfahren bei der Anwaltskammer Bamberg konfrontiert, da er in einem Brief an die Frankenpost Hof den Richtern Voreingenommenheit gegenüber Heimatvertriebenen, zu denen Bunkert gehörte, vorgeworfen hatte. Die in einem privaten Gespräch mit Hirsch gemachten Bemerkungen stritt der betroffene Richter jedoch vor Gericht ab, woraufhin Hirsch zu einer hohen Ehrengerichtsstrafe verurteilt wurde. Dagegen erhob er Verfassungsbeschwerde zum Bayerischen Verfassungsgerichtshof, weil er die maßgeblichen Vorschriften der Rechtsanwaltsordnung des Freistaats Bayern für verfassungswidrig erachtete. Er konnte einen Teilerfolg erringen, da der Verfassungsgerichtshof zumindest jene Bestimmung für verfassungswidrig erklärte, wonach Mitglieder des Anwaltskammervorstandes zugleich Mitglieder der Ehrengerichte sein durften.

### Abgeordneter im Bayerischen Landtag
Im Jahr 1954 wurde Hirsch erstmals in den Bayerischen Landtag gewählt. Dank der starken Unterstützung von Arno Behrisch wurde er als Direktkandidat aufgestellt. In seinem Stimmkreis, der Wunsiedel, Marktredwitz, Rehau und Selb umfasste, konnte er das Direktmandat erringen. Die SPD bildete anschließend zum zweiten Mal eine Viererkoalition mit der Bayernpartei, der FDP und dem GB/BHE. Im Landtag saß er im Ausschuss für Verfassungs- und Rechtsfragen und zeitweise im Ausschuss für Grenzlandfragen. Zudem wurde er zum Vorsitzenden des Untersuchungsausschusses zur Spielbankenaffäre bestellt. In der folgenden Legislaturperiode, in der die SPD in die Opposition musste, war er Mitglied des Ausschusses für kulturpolitische Fragen.

### Bundestagsabgeordneter und führender Rechtspolitiker
Nach dem Austritt des Bundestagsabgeordneten Arno Behrisch aus der SPD wechselte Hirsch im Jahr 1961 in die Bundespolitik. Als direkt gewählter Abgeordneter des Wahlkreises 226 (Hof) zog er bei der Bundestagswahl in den Bundestag ein. Dieses Direktmandat konnte er bei den Bundestagswahlen 1965 und 1969 verteidigen. Während seiner Bundestagszeit gehörte er dem Rechtsausschuss an und stand dem Wiedergutmachungsausschuss vor. Ab 1966 führte er den stellvertretenden Vorsitz der SPD-Fraktion. 1968 leitete er den Untersuchungsausschuss zur Situation der deutschen Nachrichtendienste. Dieser endete mit dem sogenannten Hirsch-Bericht. Überdies war er Vorsitzender der interparlamentarischen Arbeitsgemeinschaft.
Hirsch war innerhalb der SPD Mitglied zahlreicher Gremien. Er saß im rechtspolitischen Ausschuss, im rechtspolitischen Ausschuss des Parteivorstands und im Arbeitskreis Rechtswesen der Bundestagsfraktion. Von 1968 bis 1970 gehörte er dem Parteivorstand an. Zudem übte er den Vorsitz der Arbeitsgemeinschaft Sozialdemokratischer Juristen in Bayern aus und war stellvertretender Vorsitzender des Unterbezirks Hof der SPD.
In seiner bundespolitischen Zeit erwarb sich Hirsch den Ruf eines pragmatischen Sozialdemokraten und galt als einer der führenden Rechtspolitiker seiner Partei. Er arbeitete an der Strafrechtsreform, den Notstandsgesetzen und der Liberalisierung des Demonstrationsrechts mit. Im Jahre 1968 zählte er zu den Mitverfassern der Pläne zur Einführung einer Vorbeugehaft. Dringend Verdächtige sollten schon dann inhaftiert werden können, wenn für die Zeit zwischen Tat und Prozess eine Wiederholung der Straftat zu befürchten war. Dieser Vorschlag wurde aber unter der sozialliberalen Koalition nicht weiter verfolgt. Hirsch soll dadurch sogar seine Chance auf das Amt des Justizministers im Kabinett Brandt verspielt haben. Bis zu seinem Ausscheiden aus dem Bundestag beteiligte er sich in der Eherechtskommission des Bundesjustizministeriums an den Diskussionen um die Reform des Ehescheidungsrechts.
Neben rechtspolitischen Fragen war er vor allem mit der Wiedergutmachung beschäftigt. Noch als Oppositionspolitiker konnte er gegen den Willen der Bundesregierung eine Verbesserung des Wiedergutmachungsrechts erreichen. Nach einem persönlichen Gespräch mit dem gerade zurückgetretenen Konrad Adenauer setzte dieser sich für Hirschs Anliegen ein. In der Folgezeit kam es zu Novellierungen des Bundesrückerstattungsgesetzes, des Gesetzes zur Wiedergutmachung im öffentlichen Dienst und des Bundesentschädigungsgesetzes.
Seine parlamentarische Tätigkeit hinderte ihn nicht daran, dem Anwaltsberuf nachzugehen. Im August 1963 verlegte er seine Kanzlei von Marktredwitz nach Berlin. Er vertrat den Bundestag auch in einer Angelegenheit vor dem Bundesverfassungsgericht.

### Richter des Bundesverfassungsgerichts
Zusammen mit seinem Parlamentskollegen Ernst Benda wurde Hirsch am 11. November 1971 vom Wahlmännerausschuss des Bundestages zum Richter des Bundesverfassungsgerichts gewählt. Er trat am 8. Dezember die Nachfolge von Gerhard Leibholz im Zweiten Senat an. Als Berichterstatter war er dort insbesondere für Parlaments-, Sozial-, Strafvollzugs- und Wiedergutmachungsrecht zuständig. So trägt das Urteil zum Erfordernis eines Strafvollzugsgesetzes seine Handschrift, das manchen als sein größtes Verdienst gilt und er auch selbst für seine wichtigste Tat hielt.
Noch als Abgeordneter hatte Martin Hirsch die Möglichkeit zur Abgabe von Sondervoten am Verfassungsgericht durchgesetzt. Nachdem er selbst das Richteramt übernommen hatte, entwickelte er sich zum fleißigsten Verfasser von abweichenden Meinungen. In insgesamt 22 Verfahren veröffentlichte er ein Sondervotum. Dazu zählen die Urteile zur Meinungsäußerung in der Bundeswehr, zur  Kriegsdienstverweigerung per Postkarte, zur Staatsangehörigkeit nach einer Ausbürgerung in der NS-Zeit und zur Briefkontrolle in der Untersuchungshaft. Mit zunehmendem Alter wandte er sich immer mehr nach links, während der Zweite Senat nach einer Neubesetzung im Jahr 1975 nach rechts rückte. Hirsch fühlte sich daher bald isoliert, sechzehn seiner Sondervoten ergingen nach dem großen Revirement auf der Richterbank.
Ursprünglich war er als Nachfolger des Vizepräsidenten Walter Seuffert vorgesehen, und jahrelang ging man in Karlsruhe davon aus, dass er diesen Posten nach dessen Ausscheiden 1975 übernehmen werde. Letztendlich erkoren die Sozialdemokraten jedoch Bundesverwaltungsgerichtspräsident Wolfgang Zeidler für dieses Amt aus, der ein Studien- und Nachkriegs-SDS-Freund von Helmut Schmidt war. Im Gegensatz dazu konnte der Kanzler Hirsch nicht leiden, denn zwischen beiden bestanden seit der Debatte um die Vorbeugehaft Meinungsverschiedenheiten. Auch seine fehlende richterliche Zurückhaltung wird als Grund für den Umschwenk der SPD vermutet.
Für seine eigene Nachfolge favorisierte Hirsch den Hamburger Senatsdirektor Claus Arndt, während sich andere für Ernst-Wolfgang Böckenförde starkmachten. Durch die innerparteilichen Auseinandersetzungen in der SPD verzögerte sich die Wahl, und das Bundesverfassungsgericht wurde schließlich im Mai 1981 mit zweimonatiger Verspätung zur Einreichung eines Dreiervorschlags nach § 7a BVerfGG aufgefordert. Auf der Liste tauchte keiner der beiden zuvor gehandelten Kandidaten auf. Die SPD, die sich eigentlich schon auf Arndt geeinigt hatte, ließ die Wahl vertagen und entschied sich letztendlich für Ernst Gottfried Mahrenholz, Drittplatzierter auf der Vorschlagsliste. Hirsch, der schon am 31. Januar 1981 das Ruhestandsalter erreicht hatte, schied mit mehr als fünfmonatiger Verspätung am 6. Juli 1981 aus dem Bundesverfassungsgericht aus. In Bezug auf seine Nachfolgeregelung bemerkte er, sie sei „kein Ruhmesblatt für den Deutschen Bundestag“ gewesen.
Neben seiner Richtertätigkeit hatte er vom Wintersemester 1977/78 bis zum Wintersemester 1979/80 einen Lehrauftrag für Verfassungsrecht an der Gesamthochschule Siegen. Im Jahr 1980 übernahm er zudem den Bundesvorsitz der Arbeitsgemeinschaft sozialdemokratischer Juristinnen und Juristen, was ihm seitens der Union den Vorwurf einbrachte, er würde sich als Verfassungsrichter in unangemessener Weise parteipolitisch engagieren. Diese Position bekleidete er bis 1986.

#### Öffentliche Auseinandersetzungen
Auch als Richter scheute Hirsch die öffentliche Kontroverse nicht. Drei Monate nach dem Urteil zum Radikalenerlass, dem er keine abweichende Meinung hinzugefügt hatte, äußerte er sich dazu in einem Interview mit dem Spiegel und reichte seine Interpretation des Richterspruchs nach. Wegen dieses Verhaltens wurde ihm von seinen Gegnern schlechter Stil vorgeworfen. Einige Zeit später sah er sich deshalb sogar einem Befangenheitsantrag ausgesetzt. Das Kultusministerium von Baden-Württemberg lehnte Hirsch bei dem Verfahren in Sachen Fritz Güde ab, weil dieser bei seiner Würdigung des Radikalenerlasses im Allgemeinen und des Radikalenbeschlusses des Bundesverfassungsgerichts im Besonderen juristisch festgelegt sei, da er vorher schon des Öfteren in zu pointierter und engagierter Weise seine Meinung kundgetan habe. Der Senat erkannte in seiner Entscheidung zwar „ungewöhnliche, mit der gebotenen Zurückhaltung schwer verträgliche, persönlich gefärbte, wiederholte Eingriffe in die öffentliche Diskussion um den sogenannten Radikalenbeschluss des BVerfG“, verneinte aber eine Besorgnis der Befangenheit, da Hirsch für die konkret zu entscheidende Rechtsfrage noch als ausreichend „offen“ angesehen werden durfte.
Kurz vor dem Ende seiner Amtszeit geriet er noch einmal ins Schlaglicht. In einem Zeitungsinterview übte Hirsch heftige Kritik an der Nürnberger Massenverhaftung, die er für unverhältnismäßig hielt. Er erkannte einen Zusammenhang zwischen staatlicher Gewaltausübung und Staatsverdrossenheit der Jugend. Wegen dieser Äußerungen beschwerte sich der bayerische Justizminister Karl Hillermeier beim Präsidenten des Bundesverfassungsgerichts Ernst Benda und verlangte von diesem eine Stellungnahme, „ob ein derartiges Verhalten mit der Stellung und den Amtspflichten eines Mitglieds des Bundesverfassungsgerichts vereinbar ist“. Eine entsprechende Reaktion Bendas blieb aus, da die Richter keiner Dienstaufsicht durch den Präsidenten unterliegen.
Kaum drei Wochen später war es eine Entscheidung des Kammergerichts, die Hirsch auf den Plan rief. Dieses hatte eine Entscheidung des Landgerichts Berlin aufgehoben, in welcher der 1933 im Reichstagsbrandprozess verurteilte Marinus van der Lubbe freigesprochen worden war. Hirsch brachte seine Empörung öffentlich zum Ausdruck und nannte es eine „große Schande der deutschen Nachkriegsjustiz, daß sie es nicht fertig gebracht hat, einen einzigen der Mörder in der Richterrobe zur Rechenschaft zu ziehen“.
In einem weiteren Interview im Mai 1981 tadelte er das Vorgehen der deutschen Staatsgewalt gegen Hausbesetzer, Demonstranten und Parolensprüher als unverhältnismäßig und übertrieben und begründete die staatlichen Aktionen damit, dass „manche Leute offenbar die Nerven verlieren“. Erneut tat er dabei seine Missbilligung der Massenverhaftungen in Nürnberg kund. Des Weiteren attackierte er Horst Kuhn, den Ermittlungsrichter am Bundesgerichtshof, wegen dessen scharfer Auslegung der Anti-Terror-Gesetze. Ihm warf er vor, in den Haftbefehlen, die er im Zusammenhang mit den Hungerstreiks terroristischer Gefangener unter Berufung auf § 129a StGB erlassen hatte, die Sprache des Völkischen Beobachters zu sprechen. Diese Äußerung wurde von ihm später zurückgenommen. Das Interview sorgte für heftige Aufregung, energische Kritik kam etwa von Generalbundesanwalt Kurt Rebmann und Bundesinnenminister Friedrich Zimmermann.
In vielen Zeitschriften wurde ihm vorgehalten, sich mehr als Politiker denn als Richter dargestellt zu haben. Ernst Benda meinte in seiner Verabschiedungsrede, es könne sein, dass Hirsch „die Tätigkeit als Verfassungsrichter als die Fortsetzung der Politik mit anderen Mitteln“ verstanden habe.

### Kritischer Beobachter im Ruhestand

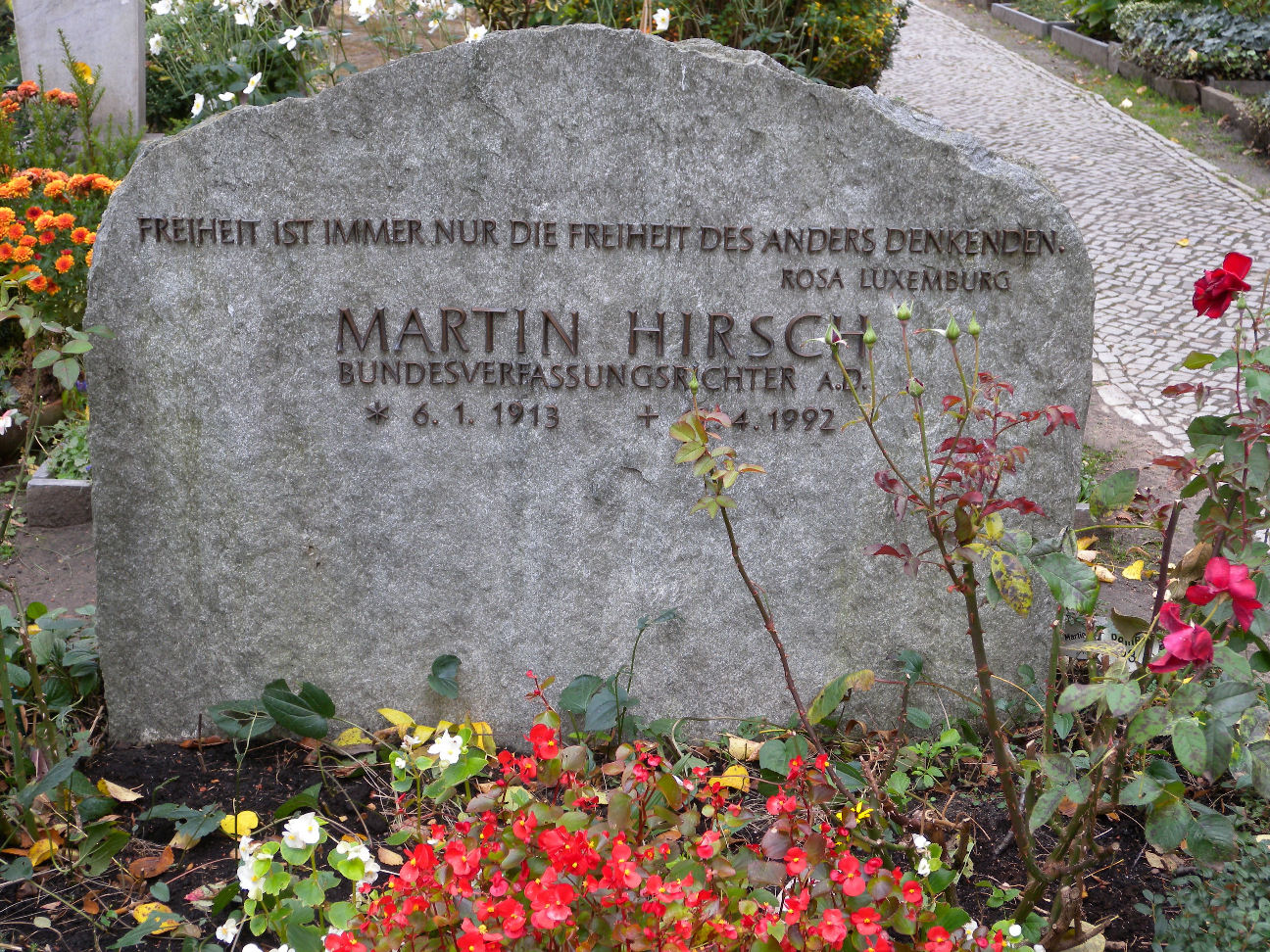
Grabstein auf dem St.-Annen-Kirchhof in Berlin-Dahlem

Auch im Ruhestand blieb Hirsch ein radikaldemokratischer Kritiker der Politik und war daher ein begehrter Interviewpartner. Er gehörte der Untersuchungskommission an, die 1981 nach dem Tod des Hausbesetzers Klaus-Jürgen Rattay eingesetzt wurde. Die Sitzblockadenentscheidung des Bundesgerichtshofs vom 5. Mai 1988 geißelte er als „juristisch katastrophal schlecht“ und „krasse Verletzung der Verfassung“. Um eine Prozesslawine in Gang zu setzen, unterzeichnete er mit anderen Prominenten einen Aufruf zu einer Sitzdemonstration vor dem US-Giftgaslager Fischbach. Dagegen verteidigte er die Richter des Landgerichts Frankfurt, die 1989 einen Arzt freigesprochen hatten, der wegen der Verwendung des Zitats „Soldaten sind Mörder“ angeklagt war, und damit bei Teilen der Öffentlichkeit für Empörung gesorgt hatten. Nach der Wende plädierte er vehement für einen fairen Prozess und das Recht auf rechtsstaatliche Verteidigung der ehemaligen DDR-Machthaber. Noch zehn Tage vor seinem Tod bot er sich in der Öffentlichkeit als Verteidiger Honeckers an, da er die Kampagne gegen ihn empörend fand. Ebenso brachte er seine Ablehnung der Kronzeugenregelung zum Ausdruck.
Die Universität Bremen berief ihn 1983 zum Honorarprofessor. Ab 1987 wohnte er wieder in Berlin, wo er noch bis 1991 als Rechtsanwalt praktizierte. 1987 erlitt er zwei Herzinfarkte. An Krebs erkrankt, starb Hirsch 1992 im Alter von 79 Jahren. Seine letzte Ruhestätte fand er auf dem St.-Annen-Kirchhof in Berlin-Dahlem. Auf seinem Grabstein wird Rosa Luxemburg zitiert: Freiheit ist immer nur die Freiheit des anders denkenden.

## Werke
Hirsch war Mitverfasser des Handbuches für Wiedergutmachung und des Readers Recht, Verwaltung und Justiz im Nationalsozialismus (zusammen mit Diemut Majer und Jürgen Meinck, Bund, Köln 1984, ISBN 3-7663-0541-7). Er schrieb eine Reihe von Beiträgen für den Sozialdemokratischen Pressedienst und die Abendzeitung und veröffentlichte in juristischen Fachzeitschriften wie der Zeitschrift für Rechtspolitik.
Herausgeber
Politik als Verbrechen: 40 Jahre „Nürnberger Prozesse“. VSA, Hamburg 1986, ISBN 3-87975-375-X.

## Ehrungen
- Bayerischer Verdienstorden (1965)
- Bundesverdienstkreuz 1. Klasse (18. Juni 1968)[65]
- Großes Bundesverdienstkreuz mit Stern und Schulterband (6. Juli 1981)[65]
- Bayerische Verfassungsmedaille (1991)
- Wilhelm-Hoegner-Preis (1991)